# Decorah
La ville de Decorah est le siège du comté de Winneshiek, dans l’État de l’Iowa, aux États-Unis. Sa population s’élevait à 8 127 habitants lors du recensement de 2010, estimée à 7 594 habitants en 2018.

## Histoire
La ville a été nommée en hommage au chef amérindien Waukon Decorah. Elle a été peuplée par des pionniers venus de Norvège. Aujourd’hui encore, Decorah abrite le Vesterheim Norwegian-American Museum.
De 1874 à 1972, le plus grand journal en langue norvégienne du pays, le Decorah Posten, était publié à Decorah.

## Galerie photographique

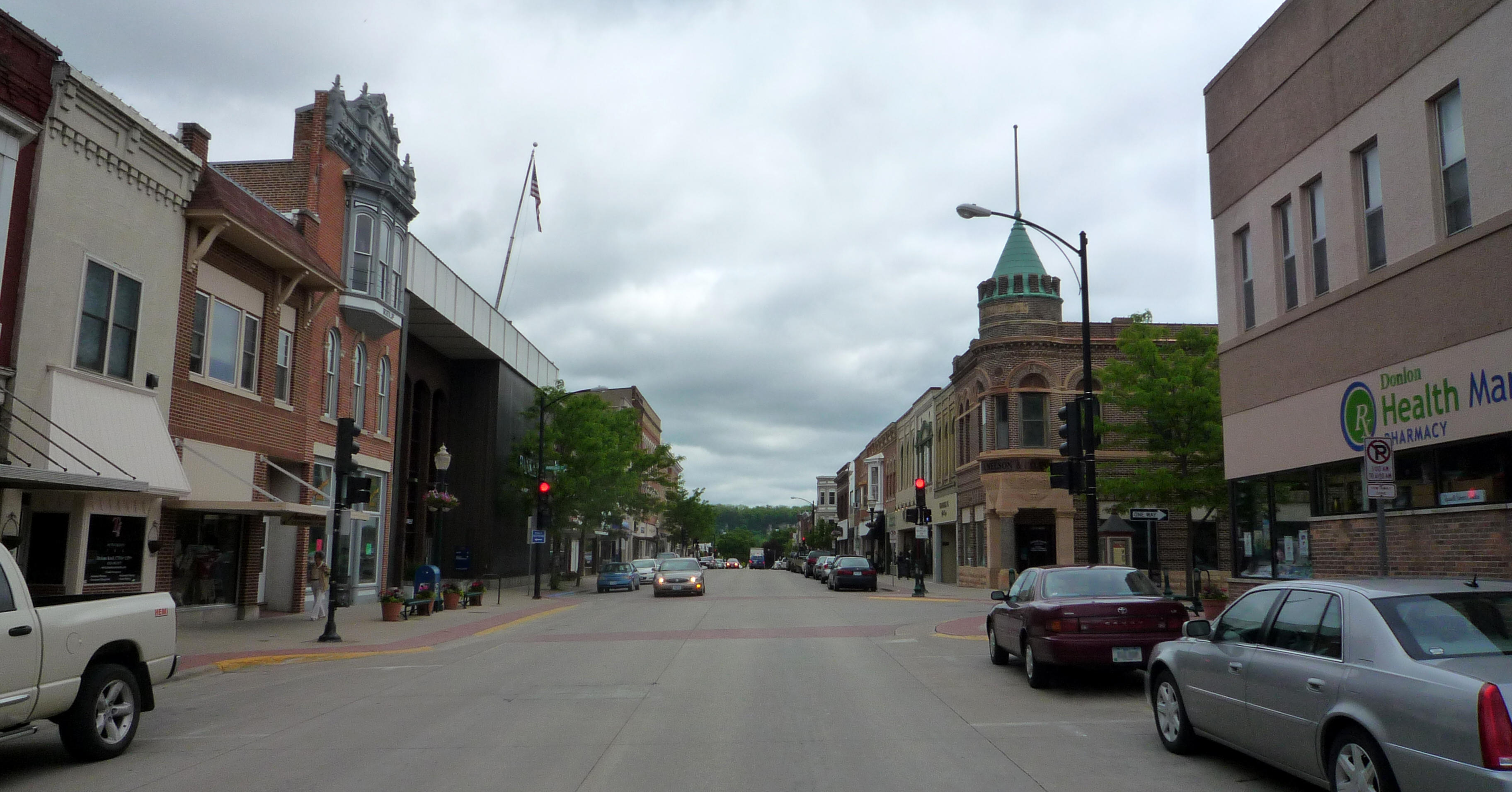
Le centre-ville de Decorah.
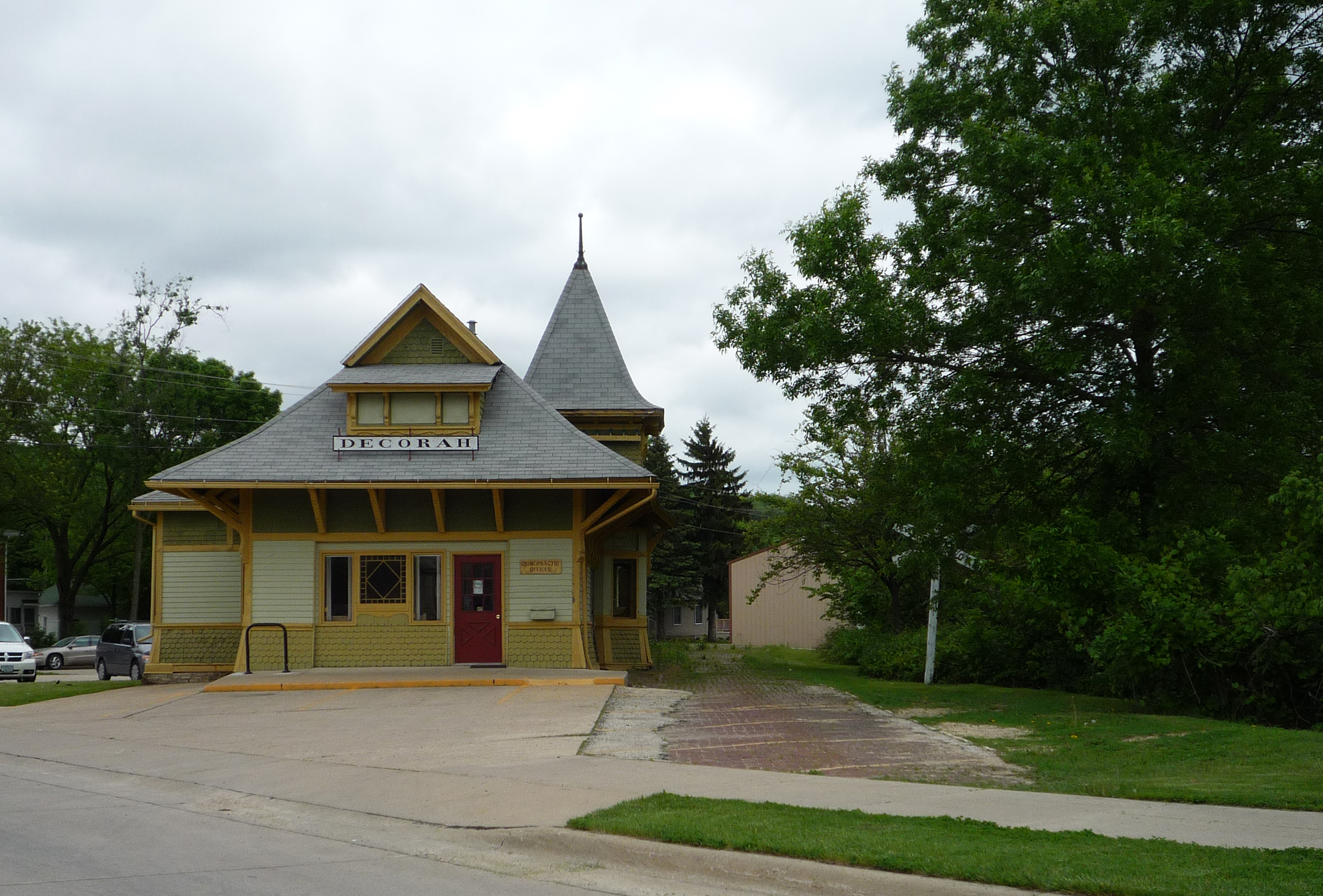
Road Depot.
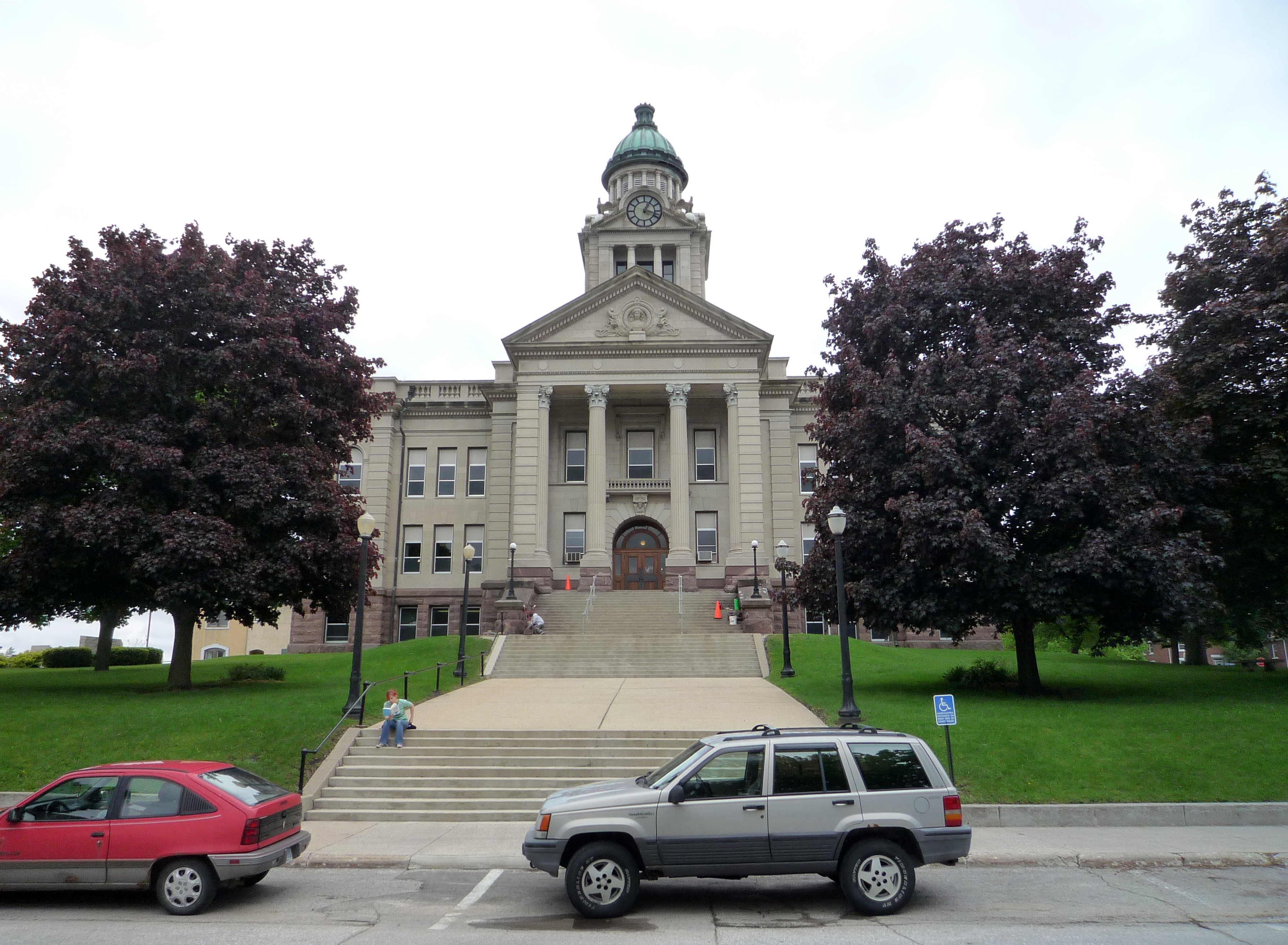
Le tribunal du comté de Winneshiek.
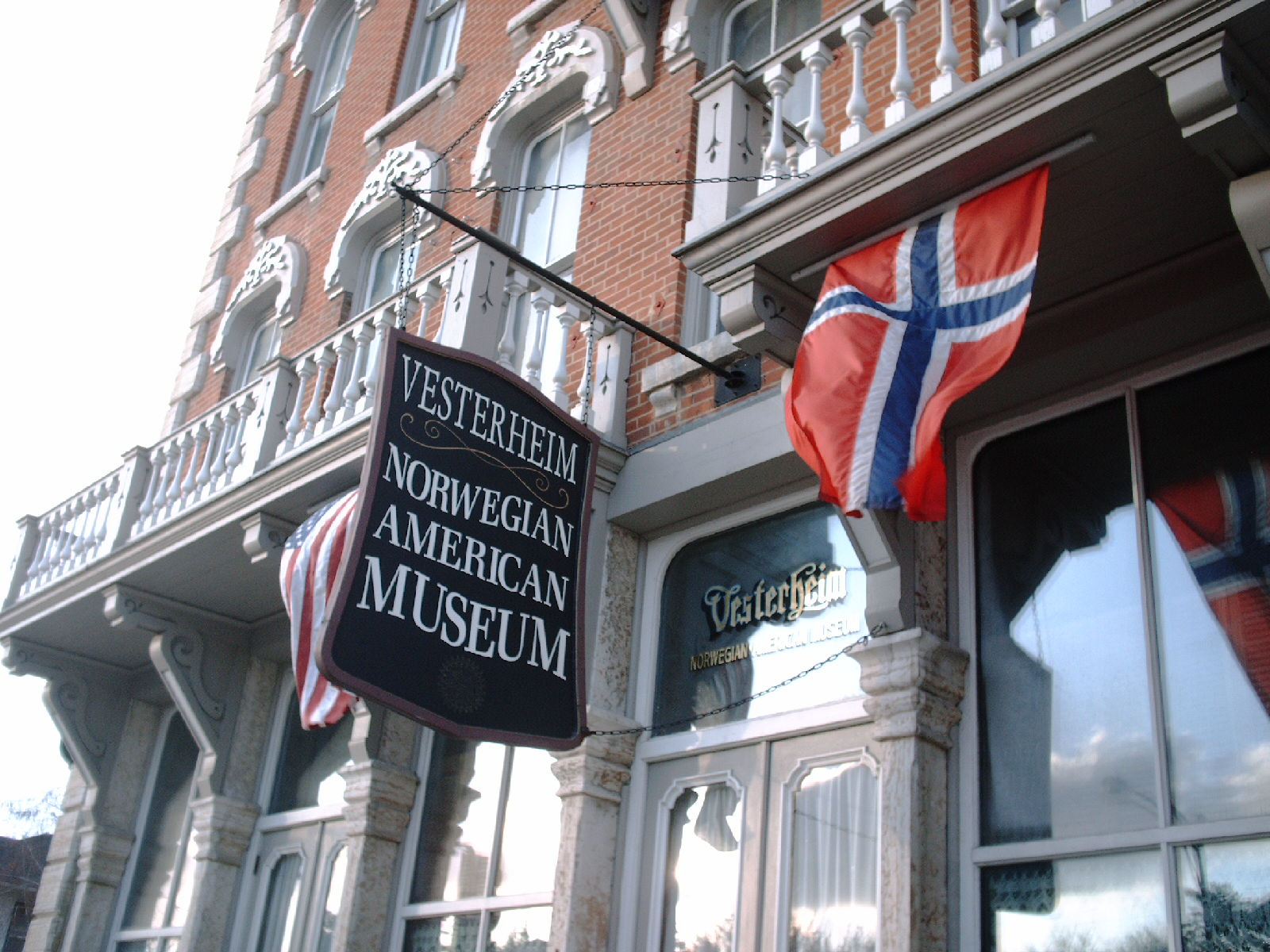
Vesterheim Norwegian-American Museum.

## Source
- (en) Cet article est partiellement ou en totalité issu de l’article de Wikipédia en anglais intitulé « Decorah, Iowa » (voir la liste des auteurs).